# Шовкопряд (роман)
«Шовкопряд» (англ. The Silkworm) — детективний роман Джоан Роулінг, що вийшов у червні 2014 року під псевдонімом Роберт Ґалбрейт (англ. Robert Galbraith).

## Сюжет
Корморан Страйк розслідує нову справу - зникнення письменника Оуена Квайна. Його дружина вважає - чоловік просто втік, щоб побути на самоті, й просить Страйка розшукати його і повернути додому. Але Страйк 
(англ. Cormoran Strike), почавши розслідування, розуміє, що зі зникненням Квайна не все так просто. Письменник щойно дописав сатиричний роман, у якому в непривабливому світлі виставив практично всіх своїх знайомих. Якщо такий твір опублікувати, він зруйнує багато життів, отож чимало людей хотіло б заткати Квайнові рота. Невже хтось таки на це наважився?...

## Походження назви
Назва роману взято від латинської назви шовкопряд шовковичний, метелики, чий зародок вариться всередині кокона, щоб зберегти шовкові нитки для подальшого вилучення. У романі «Бомбікс Морі» називається рукопис, написаний зниклих письменником Оуеном Куайном.

## Продовження
В інтерв'ю ВВС пані Роулінг заявила, що третя книга буде - найпохмуріша з книг у цій серії і вона продовжує викликати у неї кошмари.